# Amata tenius
Amata tenius är en fjärilsart som beskrevs av Walker 1856. Amata tenius ingår i släktet Amata och familjen björnspinnare. Inga underarter finns listade i Catalogue of Life.